# Крижовлин
Крижо́влин — село у складі Балтської міської громади у Подільському районі, Одеська область. Раніше було підпорядковано Новопольській сільській раді Балтського району.
Розташоване за 20 км від Балти. На заході межує з селом Новополь, на півночі з селом Піщана, на сході з селом Шляхове та на півдні з селом Кринички.

## Історія
У складі Речі Посполитої у XVI ст. входило до Брацлавського повіту Брацлавського воєводства.[джерело?]
За адміністративним поділом Російської імперії XIX ст. належало до Балтського повіту Подільської губернії.
7 (20) листопада 1917 року, відповідно до Третього Універсалу Української Центральної Ради, увійшло до складу Української Народної Республіки.
За адміністративним поділом УРСР XX ст. було віднесено до Балтського району Одеської області.
12 червня 2020 року, відповідно до Розпорядження Кабінету Міністрів України від № 724-р «Про визначення адміністративних центрів та затвердження територій територіальних громад Одеської області», увійшло до складу Балтської міської територіальної громади.
19 липня 2020 року, в результаті адміністративно-територіальної реформи і ліквідації Балтського району, село увійшло до складу новоутвореного Подільського району.

## Населення
Згідно з переписом 1989 року населення села становило 266 осіб, з яких 106 чоловіків та 160 жінок.
За переписом населення 2001 року в селі мешкали 193 особи.
Мова
Розподіл населення за рідною мовою за даними перепису 2001 року:
| Мова       | Відсоток |
| ---------- | -------- |
| українська | 94,3 %   |
| російська  | 3,11 %   |
| румунська  | 2,07 %   |

## Пам'ятки
В селі є дерев'яна Церква Покрови збудована в 1871 році.

### Золотий артефакт
У 1973 на території Крижовлина була знайдена золота чаша епохи бронзи (сер. II тис. до н. е.). Науковці вважають, що вона була виготовлена в Ахейській Греції і є прикладом далеких торговельних зв'язків місцевої Сабатинівської культури (XV—XIII ст. до н. е.) зі стародавніми Мікенами. Подібні чаші були знайдені в селі Редень, Румунія (культура Ноа), та селі Вилчитрин, Болгарія (культура Кослогень).

## Видатні люди
У Крижовлині народився Мартинюк Сергій Яковлевич (літературний псевдонім Світогор Лелеко, 1962 р.н.) — український письменник і публіцист. Член НСПУ.